# Томас, Дейв
Дейв То́мас (англ. Dave Thomas; род. 20 мая 1949 или 20 мая 1948, Сент-Катаринс, Онтарио) — канадский актёр-комик, сценарист, режиссёр и продюсер.

## Биография
Дэвид Уильям Томас родился 20 мая 1949 года в городе Сент-Катаринс провинции Онтарио. Отец — Джон Томас (1926—1996), философ, специалист по медицинской этике, председатель отделения философии Университета Макмастера с 1960 по 1991 год; мать — Морин Томас, церковная органистка и композитор; младший брат — Иэн Томас (род. 1950), певец, поэт-песенник и актёр. Оба родителя Дэвида — англичане.
В 1955 году Дэвид с семьёй переехал в США, в город Дарем, Северная Каролина, в связи с переводом отца в Университет Дьюка. В 1961 году семья вернулась в Канаду, в городок Дандас, где будущий актёр окончил высшую школу, а затем получил высшее образование в Университете Макмастера по специальности «английская литература».
Дейв начал работать в 1974 году копирайтером в рекламном агентстве McCann Erickson. Спустя год побывал на представлении The Second City и решил бросить свою скучную работу и стать актёром-комиком. Он стал членом труппы The Second City, а уже в 1976 году впервые появился на экранах телевизоров в теле-версии Second City Television, где с успехом пародировал таких знаменитостей как Боб Хоуп, Либераче, Аль Пачино, Бенни Хилл, Орсон Уэллс, Арнольд Шварценеггер, Александр Солженицын и многих других.
В октябре 2001 года основал компанию компьютерной анимации Animax Entertainment. В ноябре 2009 года получил степень доктора литературы от своей альма-матер.
Дейв Томас имеет тройное гражданство: Канады, Великобритании и США.

### Личная жизнь
Жена — Кимберли Энн Томас (с 1 мая 1994 года), у пары два сына и две дочери:
- Джонатан — бывший барабанщик хэви-метал-группы Tinhorn; сейчас живёт в Лос-Анджелесе, работает саунд-дизайнером и инженером звукозаписи на телевидении.
- Гаррисон — бывший гитарист хэви-метал-группы Tinhorn, ныне начинающий актёр телевидения.
- Эмили — в 2013 году с отличием окончила Торонтский университет по специальности «английская литература»; сейчас живёт в Нью-Йорке, работает в индустрии развлечений.
- Чарли.

## Избранные награды и номинации
- 1982 — Прайм-тайм премия «Эмми» в категории «Лучший сценарий для варьете- или музыкальной программы» за скетч-шоу Second City Television[англ.] — 3 номинации и 1 победа.
- 1983 — Прайм-тайм премия «Эмми» в категории «Лучший сценарий для варьете- или музыкальной программы» за скетч-шоу Second City Television — 2 номинации.
- 1995 — «Джемини» — Earle Grey Award — победа.
- 2003 — «Джемини» в категории «Лучшее выступление или лучший ведущий варьете-программы или сериала» — номинация.

## Избранные работы

### Актёр

#### Широкий экран
- 1980 — Смертельный компаньон[англ.] / Deadly Companion — Хоуи
- 1981 — Добровольцы поневоле / Stripes — М. Си.
- 1983 — Странное варево[англ.] / Strange Brew — Дуг Маккензи
- 1985 — Улица Сезам представляет: Иди за той птицей / Sesame Street Presents Follow That Bird — Сэм Сезам
- 1985 — Мой друг Адам[англ.] / My Man Adam — Джерри Суит
- 1987 — Любовь в опасности[англ.] / Love at Stake — мэр Аптон
- 1988 — Переезд / Moving — Гэри Маркус
- 1992 — Борис и Наташа в кино[англ.] / Boris and Natasha: The Movie — Борис Баденов[англ.]
- 1993 — Яйцеголовые / Coneheads — Хаймастер
- 2001 — Крысиные бега / Rat Race — Гарольд Гришем
- 2004 — Медицинская академия[англ.] / Intern Academy — доктор Омар Олсон
- 2005 — Санта-киллер / Santa’s Slay — пастор Тиммонс
- 2005 — Аристократы / The Aristocrats — камео

#### Телевидение
- 1976—1984 — Second City Television[англ.] — разные роли (в 104 эпизодах)
- 1985 — Последняя полька[англ.] / The Last Polka — рассказчик за кадром
- 1993—1998 — Грейс в огне / Grace Under Fire — Рассел Нортон, фармацевт (в 111 эпизодах)
- 1994—1995 — Красно-зелёное шоу[англ.] / The Red Green Show — Бен Франклин (в 3 эпизодах)
- 1995 — Показное совершенство[англ.] / Picture Perfect — Эрни Барретт
- 2005 — Замедленное развитие / Arrested Development — Тревор (в 5 эпизодах)
- 2012 — Восприятие / Perception — Билл Даффи (в эпизоде «Shadow»)
- 2012—2015 — Пиф-паф комедия[англ.] / Comedy Bang! Bang! — Берт Аукерман (в 4 эпизодах)
- 2013 — Как я встретил вашу маму / How I Met Your Mother — Чак Герусси (в эпизоде «P.S. I Love You»)
- 2013, 2017 — Кости / Bones — Дик Скарн / Эндрю Юрсик (в 2 эпизодах)
- 2018 — Займёмся физкультурой[англ.] / Let’s Get Physical — доктор Стив Арсил (в эпизоде «Lycra-Virgin»)
- 2018 — Детки в порядке / The Kids Are Alright — пародист Боба Хоупа (в эпизоде «Microwave»)

#### Сразу на видео
- 2003 — Бетховен 5 / Beethoven’s 5th — Фредди Каблински
- 2004 — Кто твой папа?[англ.] / Who’s Your Daddy? — Карл Хьюз

#### Озвучивание мультфильмов
- 1992 — Натуральная мультяшность / Raw Toonage — второстепенные персонажи (в 11 эпизодах)
- 1997 — Пеппи Длинныйчулок / Pippi Longstocking — жулик Тандер-Карлсон
- 1997, 2006 — Симпсоны / The Simpsons — Боб Хоуп / Рекс Баннер (в 2 эпизодах)[6]
- 1998 — Котопёс / CatDog — разные роли (в 2 эпизодах)
- 1998—2001, 2003—2005, 2007 — Царь горы / King of the Hill — разные роли (в 15 эпизодах)
- 1999, 2000, 2002 — Мишн-Хилл / Mission Hill — разные роли (в 6 эпизодах)
- 2001 — Легенда о Тарзане / The Legend of Tarzan — Хьюго, дезертир из Французского Иностранного легиона (в 6 эпизодах)
- 2002 — Лига справедливости / Justice League — разные роли (в 4 эпизодах)
- 2003 — Братец медвежонок / Brother Bear — Тьюк, лось
- 2006 — Братец медвежонок 2 / Brother Bear 2 — Тьюк, лось
- 2009 — Боб и Дуг[англ.] / Bob & Doug — Дуг Маккензи (в 4 эпизодах)
- 2011—2012 — Щенки из приюта 17[англ.] / Pound Puppies — агент Тодд (в 2 эпизодах)
- 2019—2020 — Форсаж: Шпионские гонки / Fast & Furious Spy Racers — Клив Келсо (в 7 эпизодах)

### Сценарист
- 1976—1984 — Second City Television[англ.] (108 эпизодов)
- 1983 — Странное варево[англ.] / Strange Brew
- 1985 — Шпионы, как мы / Spies Like Us
- 1995 — Грейс в огне / Grace Under Fire (1 эпизод)
- 2004 — Медицинская академия[англ.] / Intern Academy
- 2009 — Боб и Дуг[англ.] / Bob & Doug (9 эпизодов)
- 2013—2015 — Кости / Bones (5 эпизодов)
- 2015—2016 — Чёрный список / The Blacklist (2 эпизода)

### Продюсер
- 1977—1979 — Second City Television[англ.] (39 эпизодов)
- 1990—1993 — Самые смешные люди Америки[англ.] / America’s Funniest People — исполнительный продюсер (6 эпизодов)
- 2009 — Боб и Дуг[англ.] / Bob & Doug — исполнительный продюсер (9 эпизодов)
- 2013—2015 — Кости / Bones — продюсер-консультант (46 эпизодов)
- 2015—2016 — Чёрный список / The Blacklist — продюсер-консультант (19 эпизодов)

### Режиссёр
- 1983 — Странное варево[англ.] / Strange Brew
- 1989 — Эксперты / The Experts
- 2003 — Звёздные бои насмерть[англ.] / Celebrity Deathmatch
- 2004 — Медицинская академия[англ.] / Intern Academy
- 2006—2007 — Звёздные бои насмерть / Celebrity Deathmatch (9 эпизодов)